# Jean Brochard
Jean Brochard, född 12 mars 1893 i Nantes, Pays de la Loire, död 17 juni 1972 i samma stad, var en fransk skådespelare. Under åren 1933-1960 medverkade han i över 100 mestadels franska, men även några italienska filmer i större eller mindre biroller.

## Filmografi, urval
- 1939 – Kvinnofällan
- 1941 – Mordet på jultomten
- 1942 – Ikväll är jag nyckfull!
- 1943 – Korpen
- 1943 – Möte i hamn
- 1948 – Förargelsens hus
- 1948 – Hämnaren från mörkret
- 1950 – Gud behöver människorna
- 1951 – Under Paris himmel
- 1951 – Knock
- 1953 – Gänget
- 1955 – De djävulska
- 1957 – Oss älskare emellan
- 1957 – Spionerna
- 1959 – Syndapengar
- 1959 – Älskare utan hänsyn